# Гума (повіт)
37°36′52″ пн. ш. 78°16′49″ сх. д. / 37.6145° пн. ш. 78.28038° сх. д.
Гума (також Пішань, від кит. 皮山县, пін. Píshān Xiàn, трансліт. Guma) — один із повітів КНР у складі префектури Хотан, СУАР. Адміністративний центр — містечко Гума.

## Географія
Повіт Гума лежить на висоті близько 1370 метрів над рівнем моря в пустелі Такла-Макан, південна частина поступово переходить у Куньлунь.

### Клімат
Повіт знаходиться у зоні, котра характеризується кліматом пустель помірного поясу. Найтепліший місяць — липень із середньою температурою 25,6 °C. Найхолодніший місяць — січень, із середньою температурою -5 °С.
| Клімат повіту Гума      | Клімат повіту Гума | Клімат повіту Гума | Клімат повіту Гума | Клімат повіту Гума | Клімат повіту Гума | Клімат повіту Гума | Клімат повіту Гума | Клімат повіту Гума | Клімат повіту Гума | Клімат повіту Гума | Клімат повіту Гума | Клімат повіту Гума | Клімат повіту Гума |
| Показник                | Січ.               | Лют.               | Бер.               | Квіт.              | Трав.              | Черв.              | Лип.               | Серп.              | Вер.               | Жовт.              | Лист.              | Груд.              | Рік                |
| Середній максимум, °C   | 1,3                | 6,8                | 15,7               | 23,5               | 28,1               | 31,5               | 33,2               | 32,3               | 27,6               | 20,6               | 11,9               | 3,3                | 19,7               |
| Середня температура, °C | −5                 | −0,5               | 9                  | 16,3               | 20,8               | 24,1               | 25,6               | 24,7               | 19,9               | 12,4               | 4,3                | −3,1               | 12,4               |
| Середній мінімум, °C    | −10,6              | −5,4               | 2,5                | 9,4                | 14                 | 17,4               | 18,9               | 18                 | 12,9               | 5,1                | −2,4               | −8,5               | 6                  |
| Норма опадів, мм        | 2.5                | 2.2                | 3.2                | 5.1                | 11.6               | 9.5                | 8.8                | 6.4                | 5.3                | 0.8                | 0.5                | 1                  | 56.9               |
| Вологість повітря, %    | 57                 | 47                 | 35                 | 32                 | 35                 | 39                 | 42                 | 45                 | 47                 | 46                 | 47                 | 57                 | 44.1               |
| ----------------------- | ------------------ | ------------------ | ------------------ | ------------------ | ------------------ | ------------------ | ------------------ | ------------------ | ------------------ | ------------------ | ------------------ | ------------------ | ------------------ |
| Джерело: data.cma.cn    |                    |                    |                    |                    |                    |                    |                    |                    |                    |                    |                    |                    |                    |